# ローゼンハイム

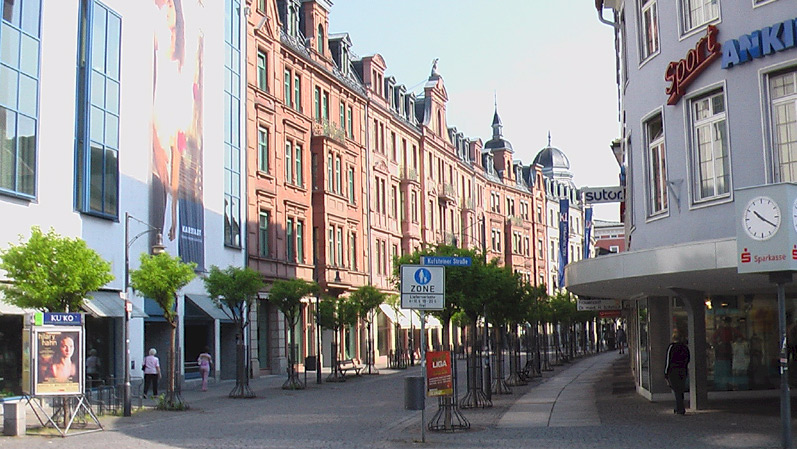
街の風景

ローゼンハイム（Rosenheim）はドイツ連邦共和国のバイエルン州オーバーバイエルン行政管区に属する自治体。イン川とマングファル川（Die Mangfall）との合流点に位置する。ローゼンハイム郡の郡庁が置かれているが、同郡には属していない。
1234年、史料上でローゼンハイムが市場として初めて記述された。ここにヴァッサーブルク伯家（Grafen von Wasserburg）の領有する城塞があったが、伯家の紋章がバラ（Rose；複数形Rosen）であったことからローゼンハイム（Rosenheim）の名称が生まれたとの推測がなされている。1328年市場開催権を得た。16世紀には塩輸送の中継地として認可された。イン川の物資の運搬と塩の運搬上の要路に当たることで繁栄した。

## 交通
- 鉄道：  ローゼンハイム駅 － レギオナルエクスプレスやレギオナルバーンの拠点駅である。また、ユーロシティ、インターシティなどの長距離列車の停車駅でもある。

## 関連人物
出身人物
- ジョージ・ズンザ : 俳優
- ヘルマン・ゲーリング : 軍人
- スヴェン・ベンダー : サッカー選手
- ラース・ベンダー : サッカー選手
- アンドレア・ディーヴァルト : フィギュアスケーター
- マクシミリアン・ニク : サッカー選手
- シルヴィア・ネイサー : 経済学者、作家

居住その他ゆかりある人物
- ハンス・ウルリッヒ・ルーデル：軍人

## 姉妹都市
- 市川市 (日本)
- ブリアンソン (フランス)
- ラツィーゼ (イタリア)

## 引用
1. ↑   https://www.statistikdaten.bayern.de/genesis/online?operation=result&code=12411-003r&leerzeilen=false&language=de Genesis-Online-Datenbank des Bayerischen Landesamtes für Statistik Tabelle 12411-003r Fortschreibung des Bevölkerungsstandes: Gemeinden, Stichtag (Einwohnerzahlen auf Grundlage des Zensus 2011)
2. ↑  松尾誠之「イン川」〔柏木貴久子 ・ 松尾誠之・ 末永豊『南ドイツの川と町』三修社　2009　(ISBN 978-4-384-04187-3)、74-78頁〕。 - Dieter Berger: Duden, geographische Namen in Deutschland: Herkunft und Bedeutung  der Namen von Ländern, Städten, Bergen und Gewässern. Mannheim/Leipzig/Wien/Zürich: Dudenverlag, 1993 (ISBN 3-411-06251-7), S. 226.